# Marcelino de Carvalho
Marcelino de Carvalho (São Paulo, 1905 – 1978), como era conhecido Antônio Marcelino de Carvalho, foi jornalista, escritor, cronista e um mestre de etiqueta nos anos de 1950, tendo seus livros permanecido clássicos nas décadas seguintes. 

## Biografia
Era filho de  Filho de Antonio Marcelino de Carvalho e Brasília Machado de Carvalho. Foi seu irmão, Paulo Machado de Carvalho, o marechal da vitória (1901-1992). Neto de Brasílio Augusto Machado de Oliveira (1848-1919), jurista, conhecido orador, que ocupou no regime monárquico a presidência da Província do Paraná.
Criador da "Crônica Social" no Brasil.  Trabalhou no jornal Shopping News. Professor de etiqueta na Escola Eva, na Rua Augusta, para as moças e senhoras da elite paulista. Tinha como alunos, integrantes das famílias de Cavalcante, Scarpa, Almeida Prado, Moraes, Da Rocha Gouveia entre outros. Apresentava na TV Record, emissora na época de sua família, o programa "Domingo com Marcelino".
Residia no emblemático Edifício Esther, na Praça da República, zona central da capital de São Paulo, em um apartamento de cobertura. Chegou a morar na Avenida Paulista. Foi sepultado no Cemitério da Consolação, em São Paulo.

## Obras
- "A arte de beber: (Assim falava Baco)".
- "Guia de boas maneiras: as boas e corretas normas de conduta na vida em sociedade". Dividido em capítulos que se subdividem em apresentação, saudação, convites, recepções e tudo o que se refere à mesa (etiqueta, maneira de convidar, arrumação da mesa, entre outros), passando pelo casamento, nascimento, primeira comunhão, presentes e conversas.
- "Snobérrimo".
- "Só para homens: como vestir”.
- "Grande enciclopédia da arte culinária" - detalhes da arte de cozinhar.
- "A nobre arte de comer" - com cardápios e  receitas sugeridas e recomendadas pelos chefes de cozinha e maitres dos mais famosos, e a etiqueta à mesa
- "ABC das boas maneiras" -  destinado às crianças em como viver em sociedade, recomendando  como tratar um amigo jovem ou uma pessoa mais velha, como se diz bom dia, ou até logo.
- "Arte de comer bem" - recomendando que há necessidade de, antes de tudo, seguir a harmonia entre os utensílios, o talher, por exemplo,  em combinação com porcelana, cristal e toalha de tecido fino, bordado ou rendas.

E outros.